# Gouvernement Leymang
G. Kalsakau Lini I
Le gouvernement Leymang est le deuxième gouvernement responsable de l'histoire du condominium franco-britannique des Nouvelles-Hébrides.

## Historique

### Formation
Les Nouvelles-Hébrides sont un condominium sous la souveraineté partagée de la France et du Royaume-Uni. En juillet 1977, le Royaume-Uni et la France annoncent qu'à la suite des élections législatives de 1977, la colonie bénéficiera de l'autonomie sur le plan de la politique intérieure, avant une pleine indépendance en 1980. Le Vanua'aku Pati, indépendantiste et représentant principalement les autochtones anglophones, boycotte le scrutin, ayant exigé sans succès que les personnes non-autochtones soient privées du droit de vote, et qu'un référendum d'indépendance immédiat soit organisé. À la suite des élections, les députés élisent George Kalsakau au poste de ministre-en-chef, et il nomme le premier gouvernement  autonome du pays. Dans le même temps, il maintient une main tendue au Vanua'aku Pati, négociant avec lui pour former un gouvernement d'union nationale. Le Vanua'aku Pati refuse initialement, préférant établir son propre gouvernement parallèle sur une partie du territoire de la colonie,,.
Les négociations aboutissent enfin à la fin de l'année 1978. Le Vanua'aku Pati accepte de reconnaître la légitimité de l'Assemblée représentative et obtient en échange la moitié des portefeuilles ministériels, dont ceux des affaires sociales, de l'éducation et de la santé. Le gouvernement d'union nationale est annoncé le 21 décembre 1978 avec la composition suivante. Avec une moyenne d'âge de 40 ans, c'est un gouvernement exceptionnellement jeune ; le benjamin est Donald Kalpokas (35 ans) et le doyen d'âge est Guy Prévot (43 ans),.

### Succession
Le gouvernement met en place un comité constitutionnel qui, assisté de l'expert kenyan Yash Ghai (en) et du juriste papou-néo-guinéen Bernard Narokobi, rédige la Constitution des Nouvelles-Hébrides en vue de l'indépendance du pays. Les modérés, qui souhaitent un État fédéral, doivent se plier à l'insistance des indépendantistes anglophones qui obtiennent un État unitaire. Ceux-ci, en contrepartie, acceptent que le français soit l'une des langues officielles du pays, avec l'anglais et le bichelamar. Le Vanua'aku Pati n'étant pas représenté à l'Assemblée représentative issue des élections de 1977 qu'il a boycottées, des élections anticipées se tiennent en novembre 1979, après l'adoption de la Constitution et avant la proclamation de l'indépendance.

## Composition
| Fonction                                                      | Titulaire | Titulaire | Titulaire       | Parti                                        | Remarques |
| ------------------------------------------------------------- | --------- | --------- | --------------- | -------------------------------------------- | --- |
| Ministre en chef                                              |           |           | Gérard Leymang  | Union tan                                    | Diacre catholique de la cathédrale du Sacré-Cœur de Port-Vila. Ministre des Affaires sociales dans le gouvernement sortant. Son parti, qui rassemble les « modérés », est favorable à une indépendance à terme, après une période de développement économique et social de la colonie, et défend la minorité francophone du pays. |
| Vice-ministre en chef Ministre des Services sociaux           |           |           | Walter Lini     | Vanua'aku Pati                               | Chef de file des indépendantistes anglophones exigeant l'indépendance immédiate de la colonie. Prêtre anglican. |
| Ministre des Finances                                         |           |           | Guy Prévot      | Union tan                                    | Reconduit au ministère qu'il menait dans le gouvernement précédent. Descendant de colons français ; seul membre non-autochtone du gouvernement. |
| Ministre de l'Éducation                                       |           |           | Donald Kalpokas | Vanua'aku Pati                               | |
| Ministre de l'Intérieur                                       |           |           | Maxime Carlot   | Natatok Éfaté                                | Ancien employé de la Résidence française aux Nouvelles-Hébrides. |
| Ministre de la Santé                                          |           |           | John Naupa      | Vanua'aku Pati                               | Ancien employé de l'administration coloniale britannique des Nouvelles-Hébrides. |
| Ministre du Commerce, des Industries et du Tourisme           |           |           | Aimé Maléré     | Mouvement autonomiste des Nouvelles-Hébrides | Reconduit au ministère qu'il menait dans le gouvernement précédent. Représentant des anti-indépendantistes. Ancien employé de la banque de l’Indochine. |
| Ministre de l'Administration publique                         |           |           | George Kalkoa   | Vanua'aku Pati                               | Ancien employé de l'administration sociale à la Résidence britannique aux Nouvelles-Hébrides.. |
| Ministre des Transports, des Postes et des Télécommunications |           |           | Luke Dini       | sans étiquette                               | Reconduit au ministère qu'il menait dans le gouvernement précédent. Ancien infirmier dans l'administration coloniale britannique des Nouvelles-Hébrides. |
| Ministre des Ressources naturelles                            |           |           | Thomas Reuben   | Vanua'aku Pati                               | Ancien employé de l'administration coloniale britannique des Nouvelles-Hébrides. |